# Mingkwan Sangsuwan
Mingkwan Sangsuwan – tajski polityk, wicepremier i minister handlu od lutego do września 2008 r.
Mingkwan Sangsuwan pełnił funkcję dyrektora Organizacji Komunikacji Masowej Tajlandii (MCOT, Mass Communications Organisation of Thailand), właściciela państwowej sieci telewizyjnej i radiowej, w czasie rządów premiera Thaksina Shinawatry. 
6 lutego 2008 Sangsuwan objął stanowisko wicepremiera oraz ministra handlu w gabinecie premiera Samaka Sundaraveja. Zajmował je do września 2008, do czasu dymisji premiera Sundaraveja.